# Cremna heteroea
Cremna heteroea är en fjärilsart som beskrevs av Bates 1867. Cremna heteroea ingår i släktet Cremna och familjen Riodinidae. Inga underarter finns listade i Catalogue of Life.